# راسيل بيلي
راسيل بيلي (بالإنجليزية: Russ Bailey)‏ هو لاعب كرة قدم أمريكية أمريكي، ولد في 17 أكتوبر 1897 في ويستون في الولايات المتحدة، وتوفي في 15 سبتمبر 1949 في ويلينغ في الولايات المتحدة.

## وصلات خارجية
- راسيل بيلي على موقع مرجع كرة القدم المحترفة.كوم (الإنجليزية)